# پناهگاه صخره‌ای ۶ قیسوند
پناهگاه صخره‌ای ۶ قیسوند مربوط به دوران پارینه‌سنگی میانه و جدید است و در شهرستان هرسین، بخش مرکزی، دهستان حومه، ۱/۶۵ کیلومتری شرق روستای قیسوند واقع شده و این اثر در تاریخ ۲۶ اسفند ۱۳۸۷ با شمارهٔ ثبت ۲۵۷۲۱ به‌عنوان یکی از آثار ملی ایران به ثبت رسیده است.